# Euploca pilosa
Euploca pilosa är en strävbladig växtart som först beskrevs av Hipólito Ruiz López och Pav., och fick sitt nu gällande namn av Luebert. Euploca pilosa ingår i släktet Euploca och familjen strävbladiga växter. Inga underarter finns listade i Catalogue of Life.